# Бридженд (округ)
 Бридже́нд  (англ. Bridgend, валл. Pen-y-bont ar Ogwr) — унитарная административная единица (округ) Уэльса со статусом города-графства (англ. county borough).
Унитарная единица образована Актом о местном управлении 1994 года путём выделения района Огур из состава графства Средний Гламорган.
Область расположена в южном Уэльсе и граничит с областями Нит-Порт-Толбот на севере, Ронта, Кинон, Таф на востоке и Вейл-оф-Гламорган на юге. Бридженд находится на территории традиционного графства Гламорган.
Основным городом является Бридженд, кроме которого в состав области входят города: Майстег и Порткол.
Бридженд получил печальную славу «города самоубийц» после серии смертей молодых людей в 2007—2008 годах (в период с начала 2007 года по лето 2008 было зафиксировано 22 самоубийства молодых людей в возрасте от 15 до 28 лет). В связи с этим в городе был отменен показ фильма «Явление» режиссёра М. Найта Шьямалана (из-за «болезненности темы фильма для данного региона»).
Одной из достопримечательностей поселения является замок Ньюкасл.
Также Бридженд является родным городом участников металкор-группы Bullet For My Valentine и пост-хардкор группы Funeral for a Friend.